# Владимировка (Костанайський район)
Влади́мировка (каз. Владимиров) — село у складі Костанайського району Костанайської області Казахстану. Адміністративний центр Владимировського сільського округу.
Населення — 2424 особи (2021; 2677 у 2009, 2864 у 1999, 3418 у 1989).